# Promise (TiA歌曲)
《Promise》是日本女性創作歌手TiA的第4張單曲。2005年8月3日由EPIC Records Japan發行。

## 解說
《Promise》是女性創作歌手TiA自從上一張單曲《願望/Birthday Eve》以來，相隔7個月發行的最新單曲。同名標題曲曾在2005年5月被東京電視台電視動畫《烘焙王》選為第30話至第53話的片頭主題曲使用。也是自從她的上一張個人專輯《humming》以來的第2首動畫主題歌曲。
後來，「Promise」該歌曲後來沒有在TiA她的專輯收錄，而是與《烘焙王》電視動畫主題歌曲原聲帶一起收錄。另外，從此以後，TiA將原本的使用藝名改成「TIA（把小寫的‘i’改成大寫的“I”）」。

## 收錄歌曲
1. Promise (4:33)
  - 作詞：小林夏海，作曲：北浦正尚（日语：北浦正尚），編曲：河野圭（日语：河野圭）
  - 東京電視台電視動畫《烘焙王》片頭主題曲
2. 重要的東西（大切なもの） (5:07)
  - 作詞：TiA、CROW，作曲、編曲：藤本和則（日语：藤本和則）
3. Promise (Instrumental) (4:33)